# Чангара (приток Сулицы)
Чангара — река в России, протекает в Верхнеуслонском районе Татарстана. Устье реки находится в 25,1 км по левому берегу реки Сулицы. Длина реки — 15 км, площадь водосборного бассейна — 68,1 км².
Исток реки западнее деревни Харино в 13 км к юго-западу от села Русское Макулово. Река течёт на восток, на реке деревни Харино, Федяево, Кильдеево, Уланово. Впадает в Сулицу выше села Русское Макулово. Высота устья — 75,4 м над уровнем моря.

## Данные водного реестра
По данным государственного водного реестра России относится к Верхневолжскому бассейновому округу, водохозяйственный участок реки — Волга от Чебоксарского гидроузла до города Казань, без рек Свияга и Цивиль, речной подбассейн реки — Волга от впадения Оки до Куйбышевского водохранилища (без бассейна Суры). Речной бассейн реки — (Верхняя) Волга до Куйбышевского водохранилища (без бассейна Оки).
Код объекта в государственном водном реестре — 08010400712112100003146.